# 브레이 와이엇
윈덤 로런스 로턴다(Windham Lawrence Rotunda, 1987년 5월 23일 ~ 2023년 8월 24일), 또는 링네임 브레이 와이엇(Bray Wyatt)이라고 잘 알려진 미국의 전 프로레슬링 선수, 배우다. 플로리다주에서 태어났다. 2009년 프로레슬링에 입문했다. 피니쉬는 주로 시스터 아비게일(스윙 리버스 에스티오), 스터너, 런닝 파워슬램, 맨디블 클로우 슬램, 스피닝 레그 드롭을 사용한다. 아버지인 마이크 로턴다와 동생인 보 댈러스 역시 프로레슬링 선수다.

## 프로레슬링 커리어

### WWE

#### 더 와이엇 패밀리(2012–2014)
2013년 7월 8일 WWE RAW 등장을 해 에피소드에서 와이어트 패밀리(루크 하퍼, 에릭 로완)랑 같이 그의 경기를 따라 케인을 폭행을 하는 구경을 해 등장을 했다. 2013년 7월 ~ 8월까지는 케인이랑 대립을 하다가 끝내 와이어트가 이기게 된다. 그리고 하나는 WWE 배틀 그라운드2013에서 킹스턴을 이기고 WWE 로얄 럼블2014에서 대니얼 브라이언을 이기는 상황도 있었다. 그러나 2014년 2월 ~ 6월까지는 존 시나랑 대립을 하면서 2014년 6월 ~ 8월까지는 크리스 제리코랑 대립을 한적도 있었다.

#### The New Face of Fear (2014–2015)
WWE 헬 인 어 셀2014에서 갑자기 뜬끔없이 볼일 없던 그가 헬 인 어 셀 매치중에서 앰브로스를 공격을 하면서 끝내 2014년 10월 ~ 2015년 1월까지는 딘 앰브로스랑 대립을 하다가 마친다. 2015년 2월 ~ 4월까지는 언더테이커랑 대립을 한적도 있었지만 지고 만다. 2015년 4월 ~ 5월까지는 라이백하고 대립을 했으나 결국 이기고 만다.

#### Return of The Wyatt Family (2015–2017)
2015년 6월 ~ 7월까지는 로만 레인즈대립을 한적도 있었지만 아예 루크 하퍼 도움으로 승리를 얻고 그리고 2015년 7월 ~ 8월까지는 레인즈, 앰브로스 대립으로 하퍼랑 같이 패하게 된다. 그러다가 나이트 오브 챔피언스 2015에서 앰브로스, 제리코, 레인즈랑 3vs3 태그팀 매치중에서 브라운 스트로우먼, 루크 하퍼랑 같이 이기고 그리고 2015년 9월 ~ 10월까지는 레인즈랑 대립을 했지만 결국... 패하게 된다. 그리고 하퍼랑 같이 2vs2 태그팀 매치에서 상대 2015년 10월 ~ 11월까지는 케인 & 언더테이커랑 대립을 했으나 패하게 된다. 그리고 그러나 WWE 일리미네이션 체임버2017에서 생애 첫 WWE 챔피언에 등극했다. 다만 WWE 레슬매니아33에서는 랜디 오턴이랑 대결 하는 것도 아직 확정이 안된 상태다. 2017년 2월 28일 WWE 스맥다운 라이브 중에서도 랜디 오턴이 기름통을 뿌리고 집을 불을 태우면서 끝내 괴로워하는 모습의 랜디 오턴하고 갈등이 심해졌다가 끝내 오턴이 탈퇴를 하는 모습의 2017년 3월 ~ 4월에서는 랜디 오턴하고 대립 중이였다가 4월 2일 진행되었던 WWE레슬매니아33에서 wwe 챔피언십을 잃었다. WWE 페이백2017에서 진더 마할의 도움으로 끝내 이기게 된다. 2017년 5월 초 WWE Raw에서 핀 벨러를 시스터 아비게일으로 공격하면서 링에서 나간다.

#### Deleters of Worlds (2017–2018)
WWE 익스트림 룰즈2017에서 컨텐더 매치 중에서 참가를 했으나 아예 실패를 거둔다. 2017년 6월 ~ 7월에서는 세스 롤린스랑 대립을 하는 중이다가 WWE 그레이트 볼스 오브 파이어2017에서 끝내 승리를 하게 되고 다음날 WWE Raw에서는 이기고 만다. 그리고 2017년 7월 ~ 9월까지는 핀 베일러랑 대립중이다가도 끝내 종결을 하다가 TLC 2017에서 아예 안나오고 AJ 스타일스만 나와서 경기를 했다. 그러다가 2017년 11월 13일 WWE Raw에서 상대 선역을 상대를 하다가. 2017년 12월 27일에서는 2017년 12월 ~ 2018년 4월까지는 매트 하디랑 대립을 하고 있다가. 다만 WWE 로얄 럼블 2018에서 남자 로얄 럼블 매치중에서 탈락을 당하고 그러다가 WWE 일리미네이션 체임버 2018에서 매트 하디를 상대를 했는데 지고 만다. 결국은 대립 종결하다가 WWE 레슬매니아 34에서는 앙드레 더 자이언트 추모 배틀로얄 매치에서 난입을 해서 끝내 매트 하디를 도움으로 우승을 돕기도 했다. 2018년 4월 9일 WWE Raw에서 갑작스럽게 선역으로 바뀌게 된다. 처음에는 아폴로 크루즈, 타이터스 오닐 2vs2로 이기고 그러다가 2018년 4월 16일 WWE Raw에서 더 리바이벌이라는 이기게 된다. 그러다가 WWE 그레이티스트 로얄 럼블 2018에서 결승을 올라갔는데 결국은 WWE Raw에서 태그팀 챔피언을 얻게 되었다!! 그리고 WWE 익스트림 룰즈 2018에서 커티스 액슬과 동생 보 댈러스를 상대로 경기를 내주고 타이틀마저 잃어버리게 된다. WWE 스타케이드 2018에서 이번에는 배런 코빈이라는 이기게 된다.

#### Firefly Fun House and The Fiend (2019–2020)
2019년 4월 22일 WWE Raw에서 파여플라이 펀 하우스(Firefly Fun House)에서 활동을 하다가 2019년 7월 15일 WWE Raw에서 악역으로 복귀를 한다!! 이때 가면을 쓰고 복귀를 하게 된다. 그리고 2019년 7월 ~ 8월까지는 핀 베일러랑 대립을 하다가 WWE 썸머슬램 2019에서 맨디블 클로우로 이기게 된다. 그리고 2019년 9월 ~ 10월까지는 세스 롤린스랑 대립을 하고 있다가 WWE 헬 인 어 셀 2019에서는 DQ로 WWE 크라운 주얼 2019에서 WWE 유니버셜 챔피언을 얻게 된다!! 그리고 WWE 서바이벌 시리즈 2019에서 대니얼 브라이언 타이틀전에서 방어를 하고 WWE TLC 2019에서 더 미즈랑 대결 하면서 타이틀을 방어를 한다. 그러다가 대니얼한테 공격 당하고 2019년 12월 ~ 2020년 1월까지는 다니엘 브라이언 대립을 하다가 끝내 WWE 로얄 럼블 2020에서 타이틀을 방어를 한다. 2020년 2월 27일 WWE 슈퍼 쇼다운 2020에서 이번에는 골드버그라는 상대를 할 예정이다. 그리고 WWE 슈퍼 쇼 다운 2020에서 골드버그에게패배해서 유니버셜 챔피언십을 잃었다. 스피어 4방이나 뻗는데도 불구하고 끄덕은 없지만 마지막에 잭해머로 한방이 지고 만다. 그 후는 조명이 꺼지게 되며 사라지게 된다. 언젠가는 두고 봐야 될 뜻 하다. 2020년 2월 28일 WWE 스맥다운에서 조명이 끄고 뒤에서 나타나 레슬매니아 36에서 존 시나와 대결할 예정이다. 2020년 2월 ~ 4월까지는 존 시나 대립하다가 WWE 레슬매니아 36에서 이기고 만다. 2020년 4월 10일 WWE 스맥다운에서 브라운 스트로우먼 대립을 하다가 결국은 WWE 머니 인 더 뱅크 2020에서 실패를 하고 2020년 6월 19일 브라운 스트로우먼 대립을 하다가 WWE 익스트림 룰즈 2020에서 와이어트 스웜프 파이트 매치 중에서 끝내 이기고 나머지는 WWE 섬머슬램 2020에서 끝내 타이틀을 휙득하고 만다. 그러다가 로만 레인즈에게 스피어 2방이나 뻗게 된다. 그리고 WWE 페이백 2020에서 쓰리플 매치 맞붙게 될 예정이다가 결국은 2020년 8월 30일 WWE 페이백 2020 에서는 완전히 타이틀을 잃게 된다.

#### Final feuds and departure (2020–2021)
2020년 10월 2일 WWE 스맥다운에서 알렉사 블리스를 붙어 다니기 시작한다. 그러나 2020년 10월 12일 WWE Raw에서 이적하면서 블리스랑 같이 안드라데한테 시스터 아비게일을 작렬시키면서 등장을 한다!! 블리스도 베가한테 시스터 아비게일로 작살내면서 등장을 한다!! 2020년 10월 26일 WWE Raw에서 랜디 오턴을 언급하며 그를 노리기 시작한다. 이후 모멘트 오브 블리스에 출연한 랜디 오턴이 드류 맥킨타이어에게 얻어맞고는 퇴장하려 하자 등 뒤에 나타나 그를 가로막는다. 그것도 노려보는 모습이다. 2020년 11월 23일 WWE Raw에서 갑자기 랜디 오턴을 기습적인 난입을 하며 스타일스가 이기도록 만들고 2020년 11월부터는 랜디 오턴대립을 하다가 WWE TLC 2020에서 파이어플라이 인페르노 매치에서 끝내 마지막에 불꽃이 있던 곳으로 떠밀려 몸에 불이 붙어버린다. 그러나 그럼에도 아랑곳 않고 링으로 올라와 랜디 오턴을 공격하려 하지만 RKO를 맞고 이후 랜디 오턴에 의해 온 몸에 휘발유가 끼얹어지고 성냥불을 맞아 온 몸이 불타면서 경기가 끝난다. 2021년 3월 21일 WWE 페스트레인 2021에서 돌아오자마자 바로 2021년 3월 ~ 4월까지는 랜디 오턴 대립이 이어지다가 끝내 WWE 레슬매니아 37에서 지고 만다. 그러나 2021년 7월 31일에서 끝내 방출 당한다.

### WWE 복귀
2022년 10월 8일 WWE 익스트림 룰즈 2022에 복귀했으며 이는 1년 3개월 만이다.

## 사망
2023년 8월 24일 로턴다는 자택에서 심장 마비로 사망했다. 2023년 2월부터 치명적인 병으로부터 회복중이라는 것이 알려져 있었으나, 사망 후 그것이 코로나바이러스감염증-19에 의해 악화된 심장병이었다는 것이 밝혀졌다. 그는 병원에서 제세동기를 착용할 것을 권고받았으나 그는 사망 당일 사용하지 않았다. 이후 경찰이 그의 제세동기를 그의 자가용에서 발견했다.

## Professional wrestling highlights
- Finishing moves
  - As Axl Mulligan
    - Stunner - 2011-2013
    - Running powerslam - 2011-2013
    - Spinning leg drop - 2011-2013

  - As Bray Wyatt / The Fiend Bray Wyatt
    - Mandible claw slam - 2019-present
    - Running powerslam - 2010-present
    - Sister Abigail (Swinging reverse STO) - 2010-present
    - Spinning leg drop - 2010-2019

  - Husky Harris
    - Running powerslam
    - Spinning leg drop
    - Swinging reverse STO
- Signature moves
  - Body slam
  - Multiple DDT variations
    - Apron
    - Falling
    - Float-over
    - Jumping
    - Running

  - Multiple lariat variations
    - Corner
    - Running
    - Short-arm
    - Wrist lock

  - Running Body block
  - running crossbody
  - Running elbow strike
  - Running senton
  - Standing side slam
  - Swinging gutbuster
  - Throat thrust
  - Drop Suplex
- Wrestler manager
  - Braun Strowman
  - Erick Rowan
  - Luke Harper
  - Randy Orton
- 'Nicknames
  - "The Eater of Worlds"
  - "The Man of 1,000 Truths"
  - "The New Face of Fear"
  - "The Fiend"
- Entrance themes
  - "Smoke & Mirrors" by TV/TV (8 June 2010 - 18 October 2010)
  - "We Are One" by 12 Stones (October 25, 2010 - January 3, 2011; used as a member of the Nexus)
  - "This Fire Burns" by Killswitch Engage (January 10, 2011 - August 22, 2011; used as a member of the Nexus)
  - "Live in Fear" by Mark Crozer (22 April 2012 - 4 August 2019)
  - "Let Me In" by CFO$ feat. Code Orange (11 August 2019 - 13 July 2021; used as The Fiend)
  - "Firefly Funhouse Theme" by CFO$ (December 15, 2019 - July 13, 2021)

## 수상
- NXT 시즌 2 참가자
- FCW 플로리다 태그팀 챔피언 (2회) - 보 로턴다
- 퓨드 오프 더 이열 2010 넥서스
- 매치 오프 더 이열 2014 vs 존 시나 인 라스트 맨 스탠딩 매치 페이백 2014
- 모스트 헤이티드 레슬러 오프 더 이열 2010 에스 파트 오프 넥서스
- 랭크드 넘버 6 오프 더 탑 500 싱글즈 레슬러 인 더 PWI 500 인 2014
- 베스트 기믹 2013 와이어트 패밀리
- 워스트 워크트 매치 오프 더 이열 2014 vs 존 시나 엑트 익스트림 룰즈 2014 5월 4일
- WWE 챔피언 (1회)
- WWE 유니버셜 챔피언 (2회)
- WWE RAW 태그팀 챔피언 (1회) - 맷 하디
- WWE 스맥다운 태그팀 챔피언 (1회) - 루크 하퍼 & 랜디 오턴